# ボンバーマン TOUCH
『ボンバーマン TOUCH』はiTunes Storeにおいてダウンロード販売されているiOS（iPhone / iPod touch）向けのボンバーマンシリーズ作品。
冒険家のボンバーマンをフリックやタッチで操作する（アイテムによっては加速度センサーを用いる）。デモシーンでは探検隊スタイルだが、ステージ開始と共に服を脱ぎ捨てて従来の白ボンとなる。

## ボンバーマン TOUCH -The Legend of Mystic Bomb-
『ボンバーマン TOUCH -The Legend of Mystic Bomb-』は2008年7月11日にダウンロード販売開始された。本作は古代遺跡「カ・ブーム神殿」に眠る伝説の秘宝を目指す。
リリース当初、ボンバーマンの移動はフリックのみだったが、バージョンアップにより仮想十字キー（画面上をタッチ）での操作も可能となった。
アイテムによりボムキックやリモコン起爆が可能となる。

### 聖なる秘宝
遺跡内は3つ(+1)のルートに分かれており、ボンバーマンは手に入れた杖（聖なる秘宝）の力で必殺技を使用できるようになる。
聖なる軍勢
神の軍勢を召喚して、一定方向にいる敵や障害物をなぎ払う。
聖なる爆弾
加速度センサーで爆弾を転がして、好きな場所に設置できる。
聖なる掃討
竜巻を操って、敵や障害物をはじき飛ばす。

## ボンバーマン TOUCH 2 ボルケーノ・パーティ
『ボンバーマン TOUCH 2 ボルケーノ・パーティ』は2009年6月18日にダウンロード販売開始された。
Bluetoothによる対戦プレイ・協力プレイに対応したほか、ドクロアイテムやネバネバ床などが追加された。

### バトルモード
最大4人（プレイヤー2名・CPU操作2名）のボンバーマンによる対戦プレイ。

### チャレンジモード
火山の地下迷宮内を進むモード。2人での協力プレイも可能で、前作同様、聖なる秘宝も登場する。